# Vesztegzár a Grand Hotelben
A Vesztegzár a Grand Hotelben Rejtő Jenő P. Howard álnéven írt bűnügyi komikus regénye, amely a szerző egyik legismertebb műve. 1940-ben jelent meg.
A könyvet (akárcsak Rejtő több híres művét is) Korcsmáros Pál feldolgozta képregényben. Színpadon zenés vígjátékként Szente Vajk rendezésével a József Attila színház mutatta be 2018-ban, hangoskönyvként Rudolf Péter előadásában a Kossuth kiadó, valamint Csőre Gábor előadásában az Alexandra kiadó adta ki.
A regényen alapszik Palásthy György Meztelen diplomata című fekete-fehér filmvígjátéka (1963).

## Tartalom
A cselekmény az egzotikus Kis-Lagonda szigeten játszódik egy szállodában, a főszereplő egy különc fiatal férfi, Van der Gullen Félix. A hotel a bubópestises megbetegedés ürügyén vesztegzár alá kerül, összezárva ezzel rengeteg különböző országokból érkező itt üdülő szélhámost. A történet elsősorban egy új találmány vegyi képletének megszerzéséért folyó harcról szól, másodsorban szerelmi szálakról és veszekedésekről.

## Fordítások
Quarantine in the Grand Hotel címen megjelent Farkas István fordításában a Corvina Kiadónál angolul.